# Richardsiella eruciformis
Richardsiella  es un género monotípico de plantas herbáceas,  perteneciente a la familia de las poáceas. Su única especie: Richardsiella eruciformis Elffers & Kenn.-O'Byrne, es originaria de Zambia.

## Etimología
El nombre del género fue otorgado en honor de H.M.Richards, recolector de plantas.